# Zamek Bierzgłowski
Zamek Bierzgłowski (in tedesco: Schloss Birglau) è una località polacca del distretto di Toruń, nel voivodato della Cuiavia-Pomerania. Il suo territorio è ricompreso all'interno di quello del comune rurale di Łubianka.